# Maurice Tillet

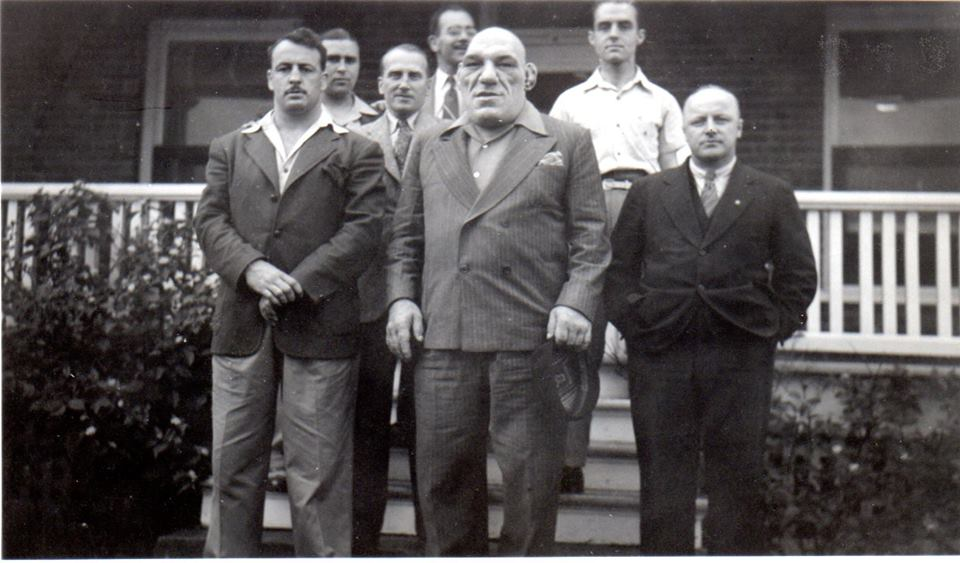
Maurice Tillet y Jim Robert, Chicoutimi, 1936.

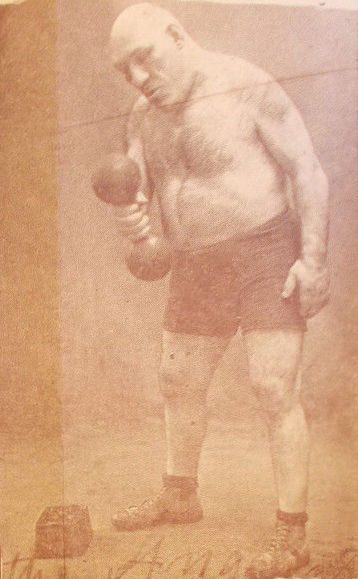
Maurice The Angel Tillet - Pulse Pictorial de Wrestling News - 9 de enero de 1947.

Maurice Tillet (Montes Urales, Imperio Ruso; 23 de octubre de 1903 - Chicago, Estados Unidos; 4 de septiembre de 1954) fue un luchador francés conocido como el Ángel Francés, líder de taquilla a principios de la década de 1940, y se proclamó campeón mundial de los pesos pesados por la American Wrestling Association, dirigida por Paul Bowser en Boston. Su movimiento final siempre era el "Bear hug" (el abrazo del oso).

## Primeros años
Tillet nació en 1903 en algún lugar de los Montes Urales en Rusia de padres franceses. 
Su madre era maestra y su padre ingeniero ferroviario. El padre de Tillet murió de un infarto agudo de miocardio cuando él era pequeño. Cuando era niño tenía una apariencia completamente normal e incluso su madre le dio el apodo de "El Ángel" debido a su rostro inocente. En 1917, Tillet y su madre abandonaron Rusia debido al estallido de la Revolución y se trasladaron a Francia, instalándose en Reims. Cuando Tillet tenía veinte años notó hinchazón en los pies, las manos y la cabeza, y después de visitar a un médico le diagnosticaron acromegalia —una condición generalmente causada por un tumor benigno en la glándula pituitaria, que resulta en un crecimiento excesivo y engrosamiento de los huesos del cuerpo—.
Tillet completó su licenciatura en derecho en la Universidad de Toulouse pero sintió que nunca tendría éxito debido a su apariencia física. Tillet sirvió en el servicio de submarinos de la Armada francesa durante cinco años como ingeniero.

## Carrera de lucha libre profesional
En febrero de 1937, Tillet conoció a Karl Pojello (el lituano Karolis Požėla) en Singapur. Pojello era un luchador profesional y persuadió a Tillet para que ingresara al negocio. Tillet y Pojello se mudaron a París para entrenar y Tillet luchó durante 1938 en Francia e Inglaterra hasta que la Segunda Guerra Mundial los obligó a irse a los Estados Unidos en 1939.
En Boston, Massachusetts, en 1940, el promotor Paul Bowser empujó a Tillet, que luchaba como The French Angel, como un evento principal y se convirtió en un gran atractivo en el área. Como resultado de su popularidad, Tillet fue catalogado como imparable y estuvo invicto durante diecinueve meses consecutivos. Tillet fue el campeón mundial de peso pesado entre 1940 y 1942. Reapareció con el título en Boston por un corto tiempo en 1943 y 1944.
A raíz de su éxito surgieron varios imitadores de Ángel, entre ellos Paul Olaffsen (Ángel sueco), quien también padecía acromegalia; Tony Angelo (Ángel ruso), Tor Johnson (Ángel sueco), Jack Rush (Ángel canadiense), Wladislaw Tulin (Ángel polaco), Stan Pinto (Ángel checo), Clive Welsh (Ángel irlandés), Jack Falk (Ángel dorado), Gil Guerrero (Ángel Negro) y Jean Noble (Lady Angel). Tillet compitió contra Tor Johnson, quien en esas ocasiones fue catalogado como el ángel sueco.
En 1945 la salud de Tillet comenzó a fallar y ya no se lo anunciaba como imparable. En su último combate de lucha libre, en Singapur el 14 de febrero de 1953, trabajando en The National Wrestling Alliance Mid South Area, entonces conocida como Tri-State y propiedad de Leroy McGuirk, acordó perder ante Bert Assirati.
En 1950 el escultor de Chicago Louis Linck se hizo amigo de Tillet e hizo una serie de bustos de yeso para conmemorarlo por su carrera como luchador. Uno de los bustos se encuentra en el Museo Internacional de Ciencias Quirúrgicas de Chicago y otro está ahora en la colección personal de Bruce Prichard.

## Muerte
Murió el 4 de septiembre de 1954 en Chicago, de una enfermedad cardiovascular después de enterarse de la muerte de su entrenador. Tillet está enterrado en el Cementerio Nacional de Lituania en Justice, Illinois, Condado de Cook, 20 millas (32 km) al sur de Chicago.

## En la cultura popular

### ¿Una inspiración para Shrek?
Rumores persistentes que se remontan al menos a 2007   afirman que Maurice Tillet fue la inspiración para el personaje del ogro verde Shrek de la serie de películas animadas del mismo nombre de DreamWorks Studios.
El estudio de animación, sin embargo, nunca ha comentado ni confirmado oficialmente estos rumores.